# شريفة روضة بركة
تون شريفة روضة بنت سيد علوي بركة (1920-12 مارس 2000) كانت الزوجة الثالثة لتونكو عبد الرحمن بوترا الحاج ، الأب المؤسس وأول رئيس وزراء لماليزيا .

## بداية حياتها
شريفة روضة من مواليد 1920 ، من أصل حضرمي - مالاي. كان أجدادها العرب قد هاجروا من حضرموت واستقروا في قدح لعدة أجيال.  كونها من عشيرة بركة، فهي مرتبطة بسيد شيخ حسن بركة، حاكم بينانج السابق .

## زواج
كانت شريفة روضة ف الأخت الصغرى لزميل تونكو في الجامعة في إنجلترا ، سيد عمر بركة. تزوج تونكو وشريفة روضة في عام 1939 عندما عاد إلى كيدا من إنجلترا بعد سماعه أنباء عن قرب اندلاع الحرب العالمية الثانية في أوروبا .
أصبحت الزوجة الثالثة لتونكو بعد وفاة ميريام تشونغ وطلاقه من فيوليت كولسون .لم ينتج عن الزواج أي ذرية. أصبحت شريفة روضة زوجة أب محبة لأطفال تونكو من زواجه الأول من مريم تشونغ . تبنوا فيما بعد ثلاثة أطفال هم سليمان ومريم وفريدة.
قالت خديجة تونكو، الابنة الكبرى لتونكو عبد الرحمن ، في مقابلة مع ذا ستار إن شريفة روضة «أحبت والدي كثيراً لدرجة أنها لم تكن تريد مشاركته مع أي شخص آخر». 

## تأثيرها
لعبت شريفة روضة دورا هاما في حشد الدعم السياسي لزوجها خلال السنوات التكوينية المضطربة لماليزيا.

## وفاتها
توفيت بسبب الالتهاب الرئوي ، في بينانغ ، في 12 مارس 2000 عن عمر يناهز 80 عامًا ودُفنت بجوار قبر زوجها تونكو عبد الرحمن بوترا الحاج في ضريح كده الملكي في لانجار، كيدا .

## التكريم

### مراتب الشرف من ماليزيا
- Malaysia</img> Malaysia :
  - </img>القائد الأعلى لوسام المدافع عن المملكة (SMN) - تون (1970) [4]
- Terengganu</img> Terengganu :
  - </img> فارس جراند وسام تاج تيرينجانو (SPMT) - داتو (1964) [5]

### الأماكن التي سميت باسمها
سميت على اسمها عدة أماكن منها:
- SMK Tun Sharifah Rodziah in Alor Setar ، Kedah
- SMK Agama Sharifah Rodziah في Telok Mas ، ملقا
- قاعدة تون شريفة روضة البحرية، الواقعة في المنطقة الأمنية بشرق صباح (ESSZONE) ، صباح
- بيالا تون شريفة روضة